# Себу
 Тази статия е за града във Филипините.  За реката в Мароко вижте Себу (река).  
Себу (на тагалог: Lungsod ng Cebu) е град във Филипините. Населението му е 922 611 жители (2015 г.) – 2-ри по население в страната. Площта му е 315 кв. км. Основан е като испанска колония през 1565 г. Получава статут на град през 1937 г. Намира се на 17 м н.в. в часова зона UTC+8. Телефонният му код е 32. Градът е един от трите основни образователни центъра на Филипините. Най-известната атракция на града е Магелановия кръст, даден от Фернандо Магелан.

## Побратимени градове
- Бандунг
- Барселона
- Любляна
- Салинас (Калифорния)
- Санкт Петербург
- Сиатъл
- Чула Виста (Калифорния)